# Stanislav Milota
Stanislav Milota (Prága, 1933. március 9. – Prága, 2019. február 18.) cseh operatőr.

## Életútja
1963-ban debütált operatőrként. Számos rövidfilmet rendezett Vladimír Sís és Ján Roháč rendezővel. 1968-ban a Varsói Szerződés csapatainak bevonulásakor számos felvételt készített Prágában. 1969 januárjában dokumentálta Jan Palach temetését. 1970 és 1989 között politikai okokból nem dolgozhatott operatőrként. 1977-ben aláírta a Charta ’77-et. Elvesztette egyik szemére látását, ezért 1989 után sem folytathatta az operatőri munkát. 1994 és 1996 között a Cseh Köztársaság Állami Alapjának Tanácsának tagja volt és a filmművészet támogatásának és fejlesztésének kérdéseivel foglalkozott. 1997. december 3. és 2001. január 15. között a Rádió- és Televíziós Műsorszórási Tanács tagja volt.

## Filmjei
- Dědeček automobil (1957, segédoperatőr)
- Mackószöktetés (Malí medvědáři) (1957, segédoperatőr)
- Bílá oblaka (1962, segédoperatőr)
- Kötélen (Na laně) (1963)
- Bubny (1964)
- A boldog halál angyala (Anděl blažené smrti) (1966)
- Piknik (1967)
- Risiko für Weihnachtsmänner (1968, tv-rövidfilm)
- A hullaégető (Spalovač mrtvol) (1969)
- Jan 69 (1969, dokumentum-rövidfilm)
- Alle hatten sich abgewandt (1970, tv-film)
- Sest uprchlíku (1970, tv-film)
- Zmatek (1990, dokumentum-rövidfilm)